# Liste der Städte in Texas nach Einwohnerzahl

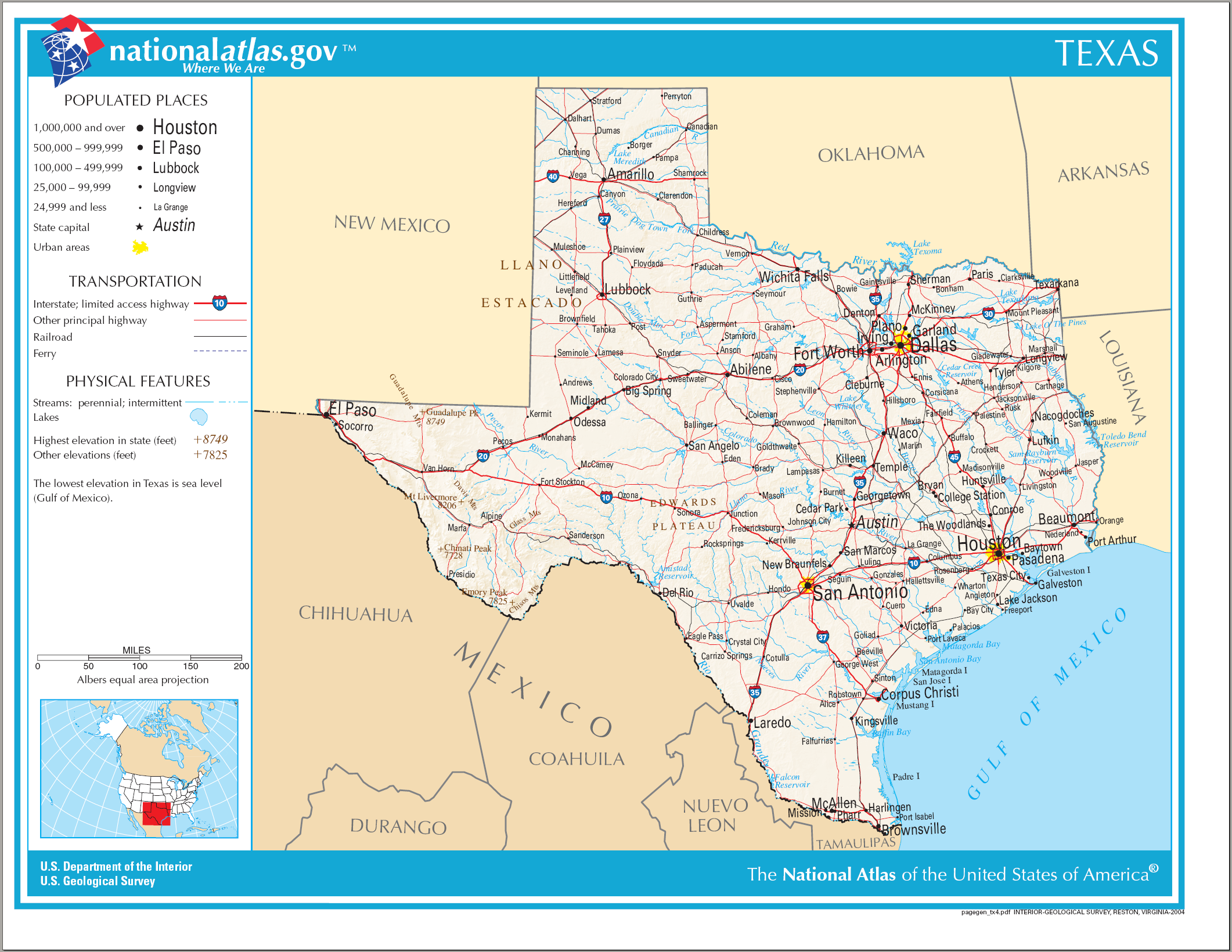
Karte von Texas

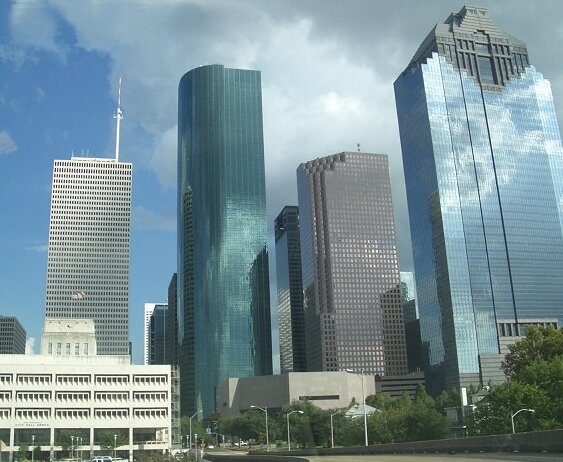
Houston ist mit 2,2 Millionen Einwohnern die größte Stadt in Texas.

Diese Liste enthält alle Orte im US-Bundesstaat Texas, sortiert nach ihrer Einwohnerzahl, die mindestens eine Bevölkerung von 100.000 aufweisen.
Stand 1. April 2020
| Rang | Stadt           | County                                           | Einwohnerzahl |
| ---- | --------------- | ------------------------------------------------ | ------------- |
| 1    | Houston         | Harris County                                    | 2.304.580     |
| 2    | San Antonio     | Bexar County                                     | 1.434.625     |
| 3    | Dallas          | Dallas County                                    | 1.304.379     |
| 4    | Austin          | Travis County, Williamson County                 | 961.855       |
| 5    | Fort Worth      | Tarrant County, Denton County                    | 918.915       |
| 6    | El Paso         | El Paso County                                   | 678.815       |
| 7    | Arlington       | Tarrant County                                   | 394.266       |
| 8    | Corpus Christi  | Nueces County                                    | 317.863       |
| 9    | Plano           | Collin County                                    | 285.494       |
| 10   | Lubbock         | Lubbock County                                   | 257.141       |
| 11   | Irving          | Dallas County                                    | 256.684       |
| 12   | Laredo          | Webb County                                      | 255.205       |
| 13   | Garland         | Dallas County                                    | 246.018       |
| 14   | Frisco          | Collin County, Denton County                     | 200.509       |
| 15   | Amarillo        | Potter County                                    | 200.393       |
| 16   | Grand Prairie   | Dallas County                                    | 196.100       |
| 17   | McKinney        | Collin County                                    | 195.308       |
| 18   | Brownsville     | Cameron County                                   | 186.738       |
| 19   | Killeen         | Bell County                                      | 153.095       |
| 20   | Pasadena        | Harris County                                    | 151.950       |
| 21   | Mesquite        | Dallas County                                    | 150.108       |
| 22   | McAllen         | Hidalgo County                                   | 142.210       |
| 23   | Denton          | Denton County                                    | 139.869       |
| 24   | Waco            | McLennan County                                  | 138.486       |
| 25   | Carrollton      | Dallas County, Denton County                     | 133.434       |
| 26   | Midland         | Midland County                                   | 132.524       |
| 27   | Pearland        | Brazoria County, Fort Bend County, Harris County | 125.828       |
| 28   | Abilene         | Taylor County                                    | 125.182       |
| 29   | College Station | Brazos County                                    | 120.511       |
| 30   | Richardson      | Dallas County, Collin County                     | 119.469       |
| 31   | Round Rock      | Williamson County, Travis County                 | 119.468       |
| 32   | Beaumont        | Jefferson County                                 | 115.282       |
| 33   | The Woodlands   | Montgomery County, Harris County                 | 114.436       |
| 34   | Odessa          | Ector County                                     | 114.428       |
| 35   | League City     | Galveston County, Harris County                  | 114.392       |
| 36   | Lewisville      | Denton County                                    | 111.822       |
| 37   | Sugar Land      | Fort Bend County                                 | 111.026       |
| 38   | Tyler           | Smith County                                     | 104.627       |
| 39   | Allen           | Collin County                                    | 104.627       |
| 40   | Wichita Falls   | Wichita County                                   | 102.316       |
| 41   | Edinburg        | Hidalgo County                                   | 100.243       |

## Quelle
- citypopulation.de